# Eucharia albescens
Eucharia albescens là một loài bướm đêm thuộc phân họ Arctiinae, họ Erebidae.